# Чінгель (льодовик)
Льодовик Чінгель (нім. Tschingelfirn) — долинний льодовик на північному схилі Бернських Альп в кантоні Берн, Швейцарія.

## Опис
Чінгель має довжину 3,5 км, ширину до 2 км та площу трохи менше 6 км². З 1893 року (дата початку вимірів) льодовик майже постійно зменшується і за цей час відступив вже майже на 320 м.
Льодовик Чінгель бере початок на північно-західній стороні Чінгельгорна на висоті трохи вище 3300 м.н.м. Потому стікає льодовик в північному напрямку з обриву в долину. У долині до нього приєднується ще один рукав зі східного схилу Блюмлісальп. Після цього Чінгель повертає на схід, бо з півночі він затискається скельним кряжем вершин Гшпальтерхорн та Чінгельшпіц (3 304 м.н.м.). 
Язик льодовика сьогодні закінчується на висоті бл. 2 200 м.
Тала вода формує струмок Чінгель-Лючіне, який потім об'єднується з іншим струмком і формує гірську річку Вайсе-Лючіне (нім. Weisse Lütschine), що тече по долини Лаутербруннен і впадає в озеро Бріенц.
Протягом Малого льодовикового періоду всередині XIX сторіччя, льодовик Чінгель мав найбільші розміри та поєднувався з льодовиком Веттерлюкен, який сьогодні протягнувся на 2 км на східному схилі Чінгельхорну. Оскільки обидва льодовики з початку вимірів в 1893 році відступили зовсім незначно, між ними і до цього часу є невелика фірнова перемичка.

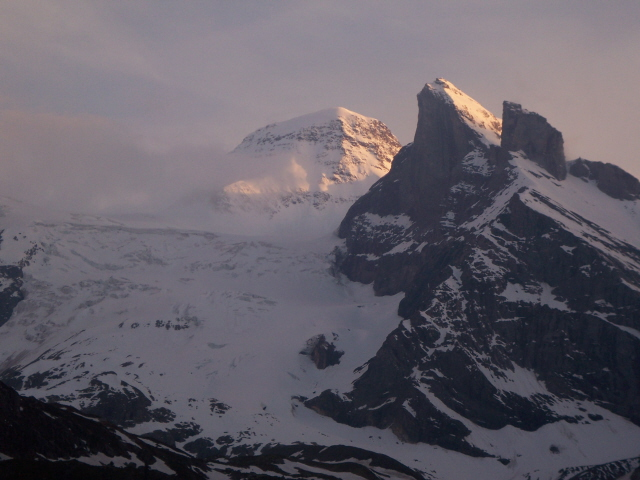
Чінгельхорн, вихідна точка льодовиків Веттерлюкен (зліва від гори) та Чінгель (справа від гори)

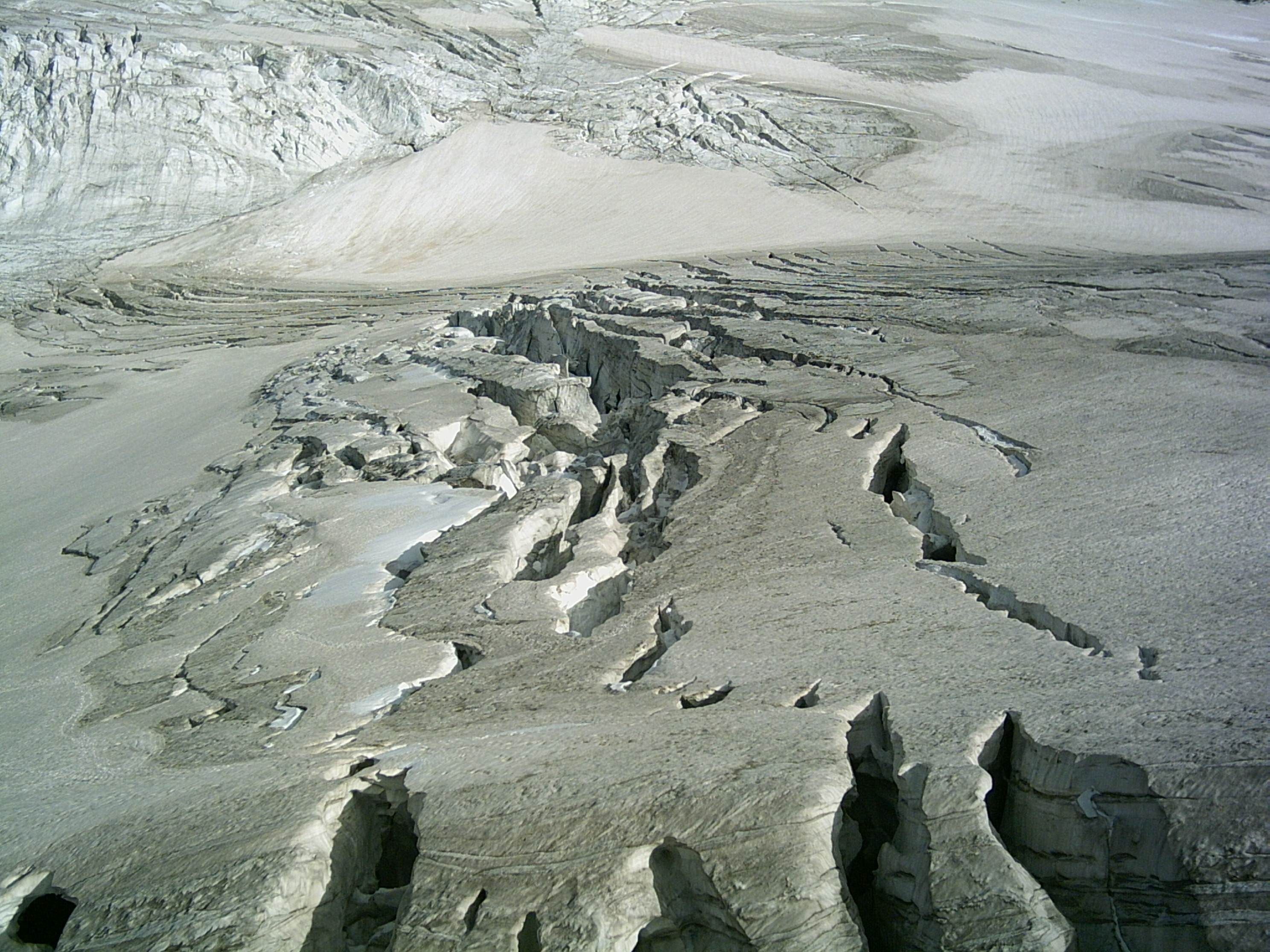
Льодовик Чінгель у верхній частині (вид від прихистку Mutthornhütte)

З північного заходу льодовик Чінгель через покритий фірном перевал Чінгельпас (2787 м.н.м.) поєднується з льодовиком Кандер.

## Альпінізм
На схилі Муттхорну (3035 м.н.м) на південь від перевалу Чінгельпас, на висоті 2900 м.н.м. стоїть прихисток нім. Mutthornhütte Швейцарського Альпійського Клубу. До цього прихистку можна дістатися лише по льодовику, або від долини Гастернталь або від долини Лаутербруннен.